# Saint-Offenge-Dessus
Saint-Offenge-Dessus is een plaats en voormalige gemeente in het Franse departement Savoie in de regio Auvergne-Rhône-Alpes en telt 216 inwoners (1999).

## Geschiedenis
Op 1 januari 2015 zijn Saint-Offenge-Dessous en Saint-Offenge-Dessus gefuseerd tot de huidige gemeente Saint-Offenge. Deze gemeente maakt deel uit van het arrondissement Chambéry.

## Geografie
De oppervlakte van Saint-Offenge-Dessus bedraagt 7,7 km², de bevolkingsdichtheid is 28,1 inwoners per km².
De onderstaande kaart toont de ligging van Saint-Offenge-Dessus met de belangrijkste infrastructuur en aangrenzende gemeenten.

## Demografie
Onderstaande figuur toont het verloop van het inwonertal.